# Taicang
Taicang,  tidigare stavat Taitsang, är en kuststad på häradsnivå som lyder under Suzhous stad på prefekturnivå i Jiangsu-provinsen i östra Kina. 
Staden är belägen vid Yangtze-floden omkring 230 kilometer öster om provinshuvudstaden Nanjing  och var under Mingdynastin utgångspunkt för flera av Zheng Hes expeditioner.

## Kända invånare
- Wang Jian (1598-1677), ämbetsman, målare och poet;
- Wang Shimin (1592-1680), målare, kalligraf och poet;
- Wang Yuanqi (1642-1717), kinesisk ämbetsman, kinesisk målare och poet;
- Chien-Shiung Wu (1912-1997), fysiker.